# Pont de la Dinsenmühle
Le pont de la Dinsenmühle est un ouvrage d'art de Strasbourg situé dans le quartier historique et touristique de la Petite France, près des Ponts couverts. 

## Situation et accès

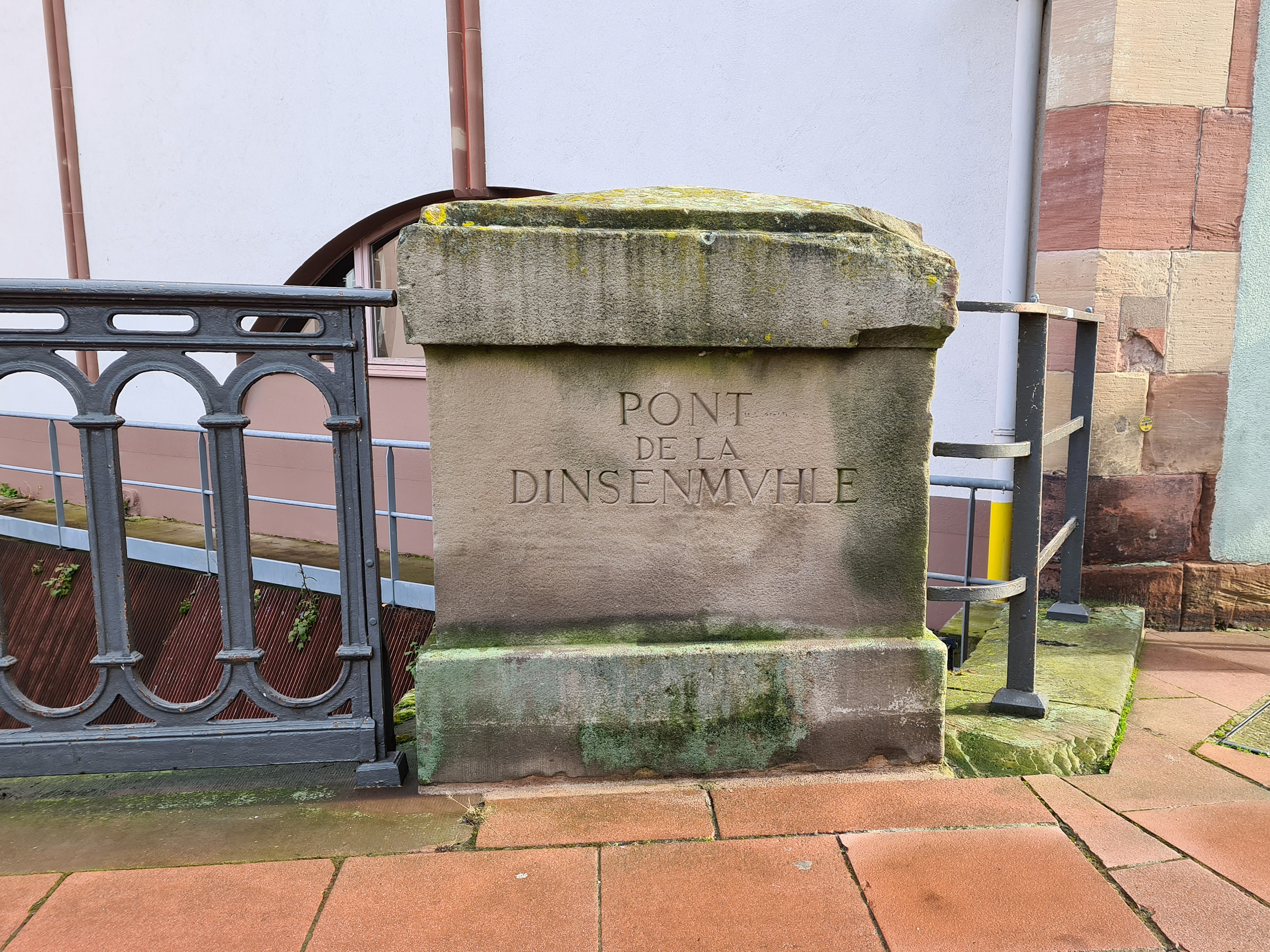
Inscription gravée dans le grès.

Dans l'alignement du pont du Faisan du pont de la Spitzmühle au nord, c'est l'un des ponts empruntés par la rue des Moulins pour traverser les bras canalisés de l'Ill. Formant un angle droit avec le quai du Woerthel, le pont de la Dinsenmühle franchit le canal du même nom et rejoint l'entrée du square Suzanne-Lacore sur sa gauche.
Le pont se trouve devant le site des anciennes Glacières de Strasbourg où a été élevé au début des années 1990 un hôtel cinq étoiles.

## Histoire
Canal et pont de la Dinsenmühle doivent tous deux leur nom au meunier Claus Dingsheim, qui géra avant 1580 un moulin à grain à cinq tournants, attesté en 1537. Dingsheimmühle se transforme en Düntzenmühlbrücke au XVIIe siècle. Le pont conserve ce nom en 1940.

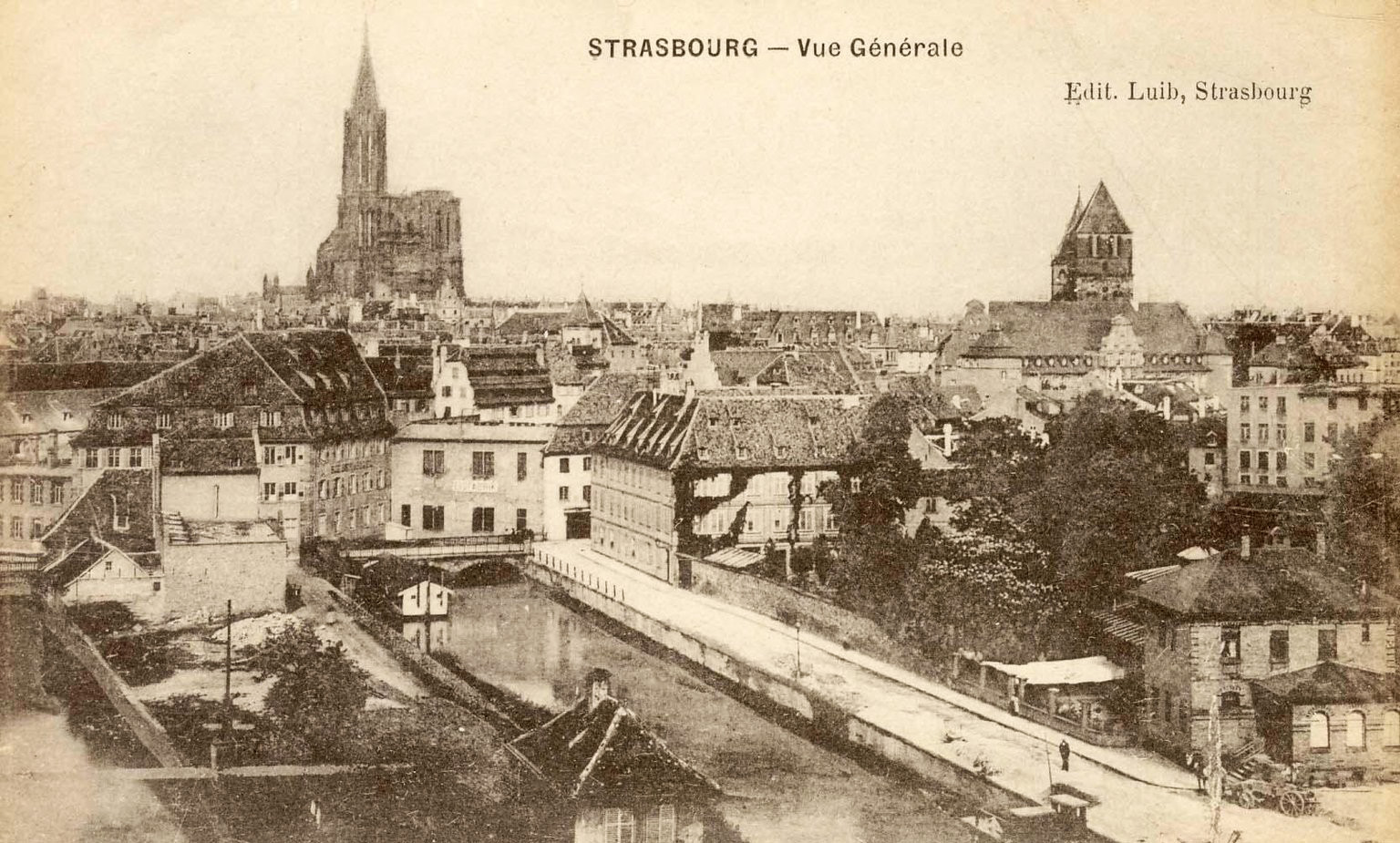
Le pont en pierre devant les glacières (1919).

Auparavant les trois ponts des Moulins avaient longtemps conservé une appellation indifférenciée : An den dreien Brücken (1735), ponts des Moulins (XVIIIe siècle) ou ponts du 9-Thermidor, au moment de la Révolution (1794).
Comme les deux autres ponts, celui de la Dinsenmühle a d'abord été une passerelle en bois. Tous sont visibles sur une lithographie de F. Baumann qui met en scène une vue panoramique vers 1850. Ils sont reconstruits en maçonnerie en 1867.

## Caractéristiques
Le pont de la Dinsenmühle compte trois arcs surbaissés, dont la hauteur de cintre est faible. Les trois voûtes sont maçonnées, les bandeaux des voûtes sont réalisés en pierres de taille grises.
Son tablier est pavé à l'ancienne, bordé de dalles en grès.

Revêtement en pavés, bordés de grès.
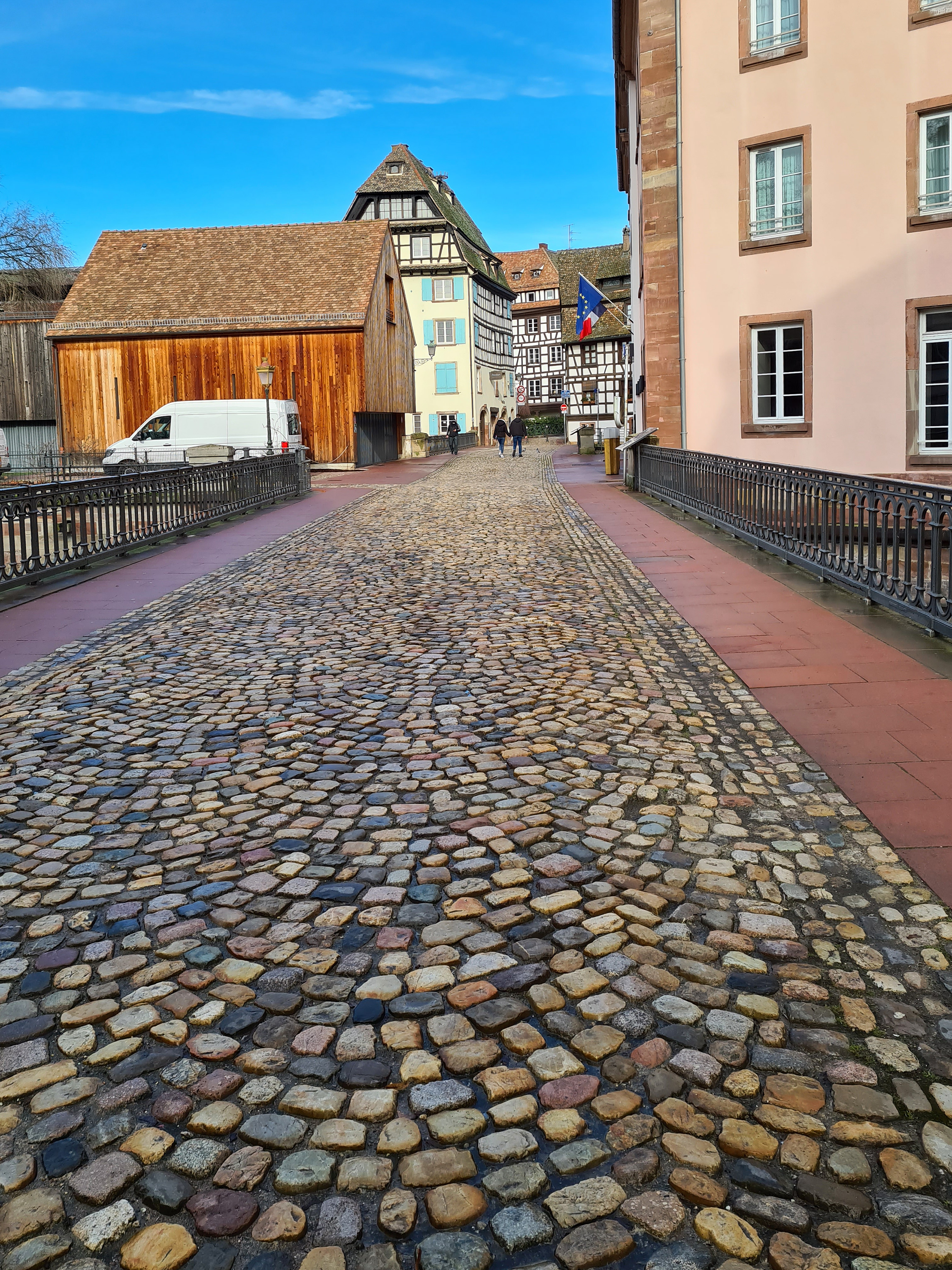
Entrée du square à gauche.
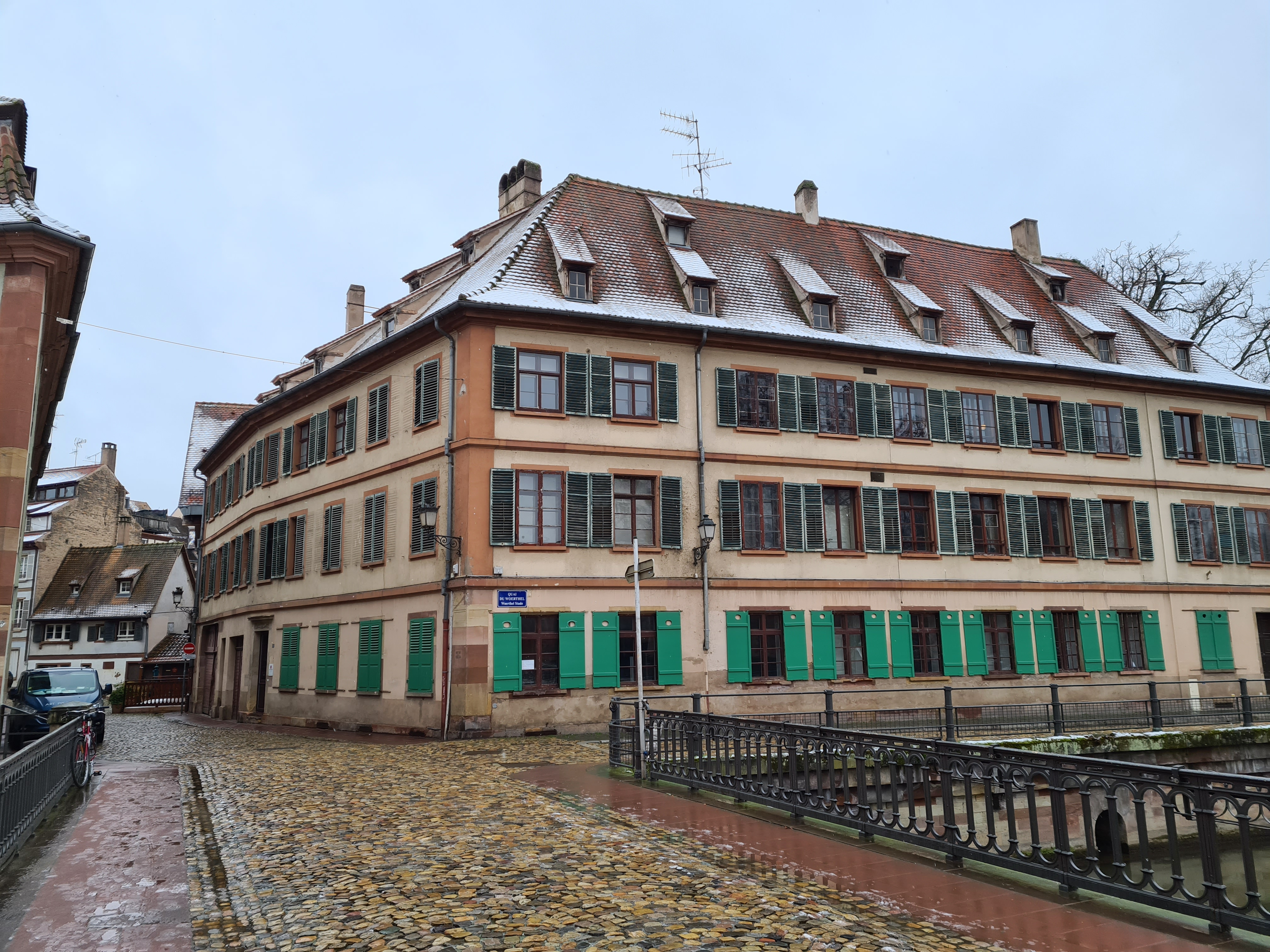
À l'angle du quai du Woerthel.